# Гулак Олег Миколайович
Олег Миколайович Гулак,  (біл. Алег Мікалаевіч Гулак;  1 вересня 1967, селище Жилічи, Кіровський район, Могильовська область, Білорусь — 16 грудня 2022, Мінськ) — білоруський юрист, правозахисник, громадський діяч, голова Білоруського Гельсінського комітету.

## Біографія
Народився в білорусько-українській родині сільських учителів. Закінчив Жиліцьку середню школу, Білоруський державний університет (1989) за спеціальністю «Правознавство». З 1990 р. по 1996 р. працював юрисконсультом ряду організацій (серед інших — завод "Камертон", Пінськ). З 1996 р. в Білоруському Гельсінському комітеті: брав участь у створенні Пінської спільноти, з 1997 р. юрист, потім виконавчий директор, з 2007 р. заступник голови, з 2008 р. голова[джерело?].
Брав участь як громадський захисник у десятках судових справ, громадських дій по захисту прав осіб, які стали жертвами порушення прав людини в Білорусі[джерело?].

## Нагороди
2016: Німецько-французька премія з прав людини і верховенства права міністерств закордонних справ Франції та Німеччини.